# Зыбинка (Елецкий район)
Зыбинка — деревня Федоровского сельсовета Елецкого района Липецкой области.

## География
Зыбинка находится на левом берегу реки Воронец. Через деревню проходит автомобильная дорога, имеется одна улица — Зелёная.

## Население
| 2010 |
| ---- |
| 25   |

Население деревни в 2015 году составляло 32 человека.